# Kōki Kameda

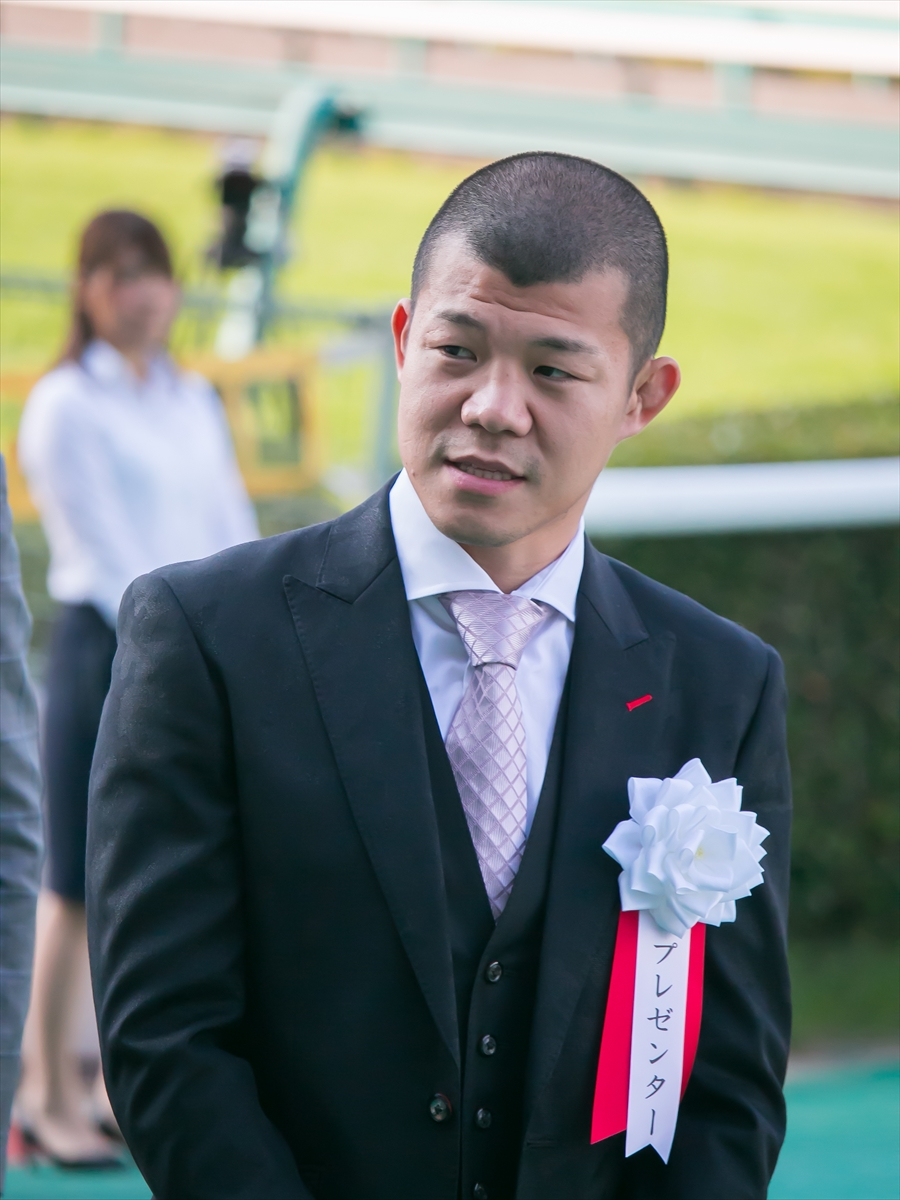
Kōki Kameda, 2016

Kōki Kameda (jap. 亀田 興毅, Kameda Kōki; * 17. November 1986 in Osaka, Präfektur Osaka) ist ein japanischer Boxer im Halbfliegen-, Fliegen- und Bantamgewicht.
Seine Brüder sind die Boxer Tomoki Kameda und Daiki Kameda.

## Profikarriere
Am 2. August 2006 wurde er im Halbfliegengewicht Weltmeister des Verbandes WBA, als er Juan Jose Landaeta durch geteilte Punktentscheidung schlug. Diesen Titel verteidigte im Rückkampf; er legte den Titel am 18. Januar 2007 nieder, da er ins Fliegengewicht wechselte. In dieser Gewichtsklasse wurde er Ende November 2009 durch einen Punktsieg über Daisuke Naitō WBC-Weltmeister. Diesen Titel verlor er im März des darauffolgenden Jahres gegen Pongsaklek Wonjongkam.
Am 26. Dezember 2010 kämpfte er gegen Alexander Muñoz um den vakanten WBA-Weltmeistertitel im Bantamgewicht und gewann einstimmig nach Punkten. Diesen Titel verteidigte er acht Mal in Folge und legte ihn im Dezember 2013 nieder, da er ins Superfliegengewicht wechselte.